# البرلمان السويدي
البرلمان السويدي أو الريكسداغ (بالسويدية: Sveriges riksdag)، هو السلطة التشريعية في السويد، يضم البرلمان السويدي 349 امرأة ورجلاً يسمّـون أعضاء البرلمان. وهم يمثلون كافة الأحزاب التي حصلت على عدد كافٍ من الأصوات في الانتخابات. يوجد 8 أحزاب في البرلمان السويدي في دورة عام 2014. وهناك العديد من الأحزاب الأخرى التي لا تشارك في البرلمان.
يقوم الشعب كل أربع سنوات بانتخاب السياسيين في البرلمان ويُنتخب البرلمان بكامله في انتخابات مباشرة من قِبل المواطنين السويديين في سن 18 عاماً فما فوق، أو مواطنين سويديين كانوا مقيمين في السويد.
وتجري انتخابات العامة للريكسداغ كل أربع سنوات، في ثالث يوم أحد من شهر سبتمبر.
ويشترط على عضو الريكسداغ أن يكون مواطناً سويدياً بلغ سن الاقتراع. تستخدم جميع الانتخابات مبدأ التمثيل النسبي، لضمان توزيع المقاعد بين الأحزاب السياسية طبقاً لنسبة الأصوات المُدلى بها لتلك الأحزاب في عموم البلاد.
يقع البرلمان في جزيرة “هيلجي أَنْدسْ هولمِن” في قلب مدينة ستوكهولم.
يقرّ البرلمان القوانين الجديدة التي ستسري في السويد. ويتابع البرلمان أيضاً كيفية أداء الحكومة لعملها، ويقرر كيف يتم استخدام أموال الدولة.

## شرط نسبة الأربعة بالمائة
هناك إستثناء واحد لقاعدة التناسبية الوطنية
ّ الكاملة: أي حزب يجب أن يحصل على الأقل على
نسبة 4 بالمائة من مجمل أصوات المقترعين في
الانتخابات للحصول على تمثيل في الريكسداغ، وهي
ًقاعدة تهدف إلى منع دخول الأحزاب الصغيرة جدا
إلى الريكسداغ
.

## الأحزاب
يوجد الآن ثمانية أحزاب ممثلة في البرلمان (الريكسداغ) وهم:
- حزب العمال الديمقراطي الاشتراكي

- حزب الخضر

- حزب الوسط

- حزب الشعب الليبرالي

- حزب اليسار

- حزب التجمع المعتدل

- حزب ديمقراطيو السويد

- حزب الديمقراطيون المسيحيون[5]

## تاريخ الانتخابات السويدية
- 2010 تحالــف يميــن الوســط الحاكم يفوز على تحالف يسار الوسط، ولكنه يفشــل فــي الحصــول علــى الغالبيــة المطلقة.
- 2006 الأحزاب غير الاشتراكية تشكل تحالفا ً حكوميا ُ من أربعة أحزاب يدعى Alliance .
- 2002 - 1998 بقــاء الاشــتراكيين الديموقراطيين في الحكومة بعد كلا الدورتيــن الانتخابيتين، ولكنهــم يضطرون إلى تشكيل تحالف مع حزب اليســار وحزب الخضر للتمكن من تنفيذ سياساتهم.
- 1994 الحزب الاشتراكي الديمقراطي يشكل حكومة أقلية جديدة.
- 1991 تشــكيل حكومــة أقليــة غير اشــتراكية من قبل حــزب المحافظين، اليبرالييــن، حــزب الوســط والحــزب الديمقراطي المسيحي.
- 1985 و 1988 بقــاء الاشــتراكيين الديموقراطيين في السلطة بعد هاتين الدورتين الانتخابيتين.
- 1982 الاحزاب غير الاشــتراكية تفقد الأغلبيــة وتشــكيل حكومــة أقليــة اشتراكية ديقراطية.
- 1979الاحزاب غير الاشتراكية تحتفظ بالغالبيــة في الريكســداغ، وتشــكيل حكومة جديدة من ثلاثة احزاب. يغادر حزب المحافظيــن الحكومة في ربيع عام 1981 .
- 1976 الحزب الاشتراكي الديقراطي يســتقيل، وفوز الائتلاف المكون من حزب الوسط، حزب المحافظين والحزب الليبرالي.
- 1932 - 1976الاشــــتـــراكــيـــــون الـديـمـقـراطـيـون يــتــولــون تشكيل الحكومة خــلال هــذه الفترة دون انقطاع، باستثناء مدة 100يوم في عــام 1936عندما حكمت السويد حكومة مؤقتة.

.

### انتخابات 2010
حققت الانتخابات العامة في السويد في سبتمبر 2010 نتائجا تاريخية حين فاز ائتلاف يمين الوسط الحاكم على تحالف يسار الوسط، لكنه فشل في الحصول على الأكثرية المطلقة.
لعب الحزب الاشتراكي الديقراطي لعقود عديدة دورا رئيسياً، وفي كثير من الأحيان دوراً مهيمنا في السياسة السويدية.
ولكن السلطة انتقلت مرات عديدة خلال الثلاثين سنة الماضية بين الاشتراكين الديمقراطيين والكتلة السياسية "غير الاشتراكية."
في الانتخابات العامة التي جرت في 19 سبتمبر 2010 أصبح فريدريك راينفيلدت أول رئيس وزراء من المحافظين اُعيد انتخابه ليتبوء هذا المنصب
على الرغم من إن تحالف يمين الوسط لم يتمكن من الحصول على أغلبية مطلقة.
وحصل حزب رئيس الوزراء (حزب المحافظين) على 30.06 بالمائة من الأصوات، وذلك أعلى بكثير من النتيجة السابقة التي كانت نحو 20 بالمائة، وفي هزيمة تاريخية حصل الحزب الاشتراكي الديمقراطي على 30.66 بالمائة فقط، وذلك أقل بكثير من المستويات السابقة التي كانت نحو 40 بالمائة وهي أدنى نسبة منذ الحرب العالمية الأولى.
وأصبحت السويد بانتخابات 2010 آخر البلدان في مسلسل الأمم الأوربية التي تدخل فيها أحزاب سياسية شعبوية إلى البرلمان. وحتى ذلك الوقت، لم يمنح السويديون دعمهم لديمقراطيي السويد للتغلب على عقبة نسبة ال 4 بالمائة الدستورية
المطلوبة للدخول إلى البرلمان. ومن المرجح أن تؤشر انتخابات 2010 إلى بداية حقبة جديدة من الانقسام السياسي الحاد في السويد.

## أعضاء البرلمان
يتم تحديد أعضاء البرلمان بعد التصويت الذي يجري كل أربع أعوام ولكي يتم تشكيل حكومة يتوجب على الكتلة المقترعة ان تشكل 51% من مجموع الأصوات.